# Monument des Libérateurs de Niš
Le monument des Libérateurs de Niš (en serbe cyrillique : Споменик ослободиоцима Ниша ; en serbe latin : Spomenik oslobodiocima Niša) se trouve à Niš, dans la municipalité de Medijana et dans le district de Nišava, en Serbie. Elle est inscrite sur la liste des monuments culturels protégés de la République de Serbie (identifiant no SK 682),,.

## Présentation

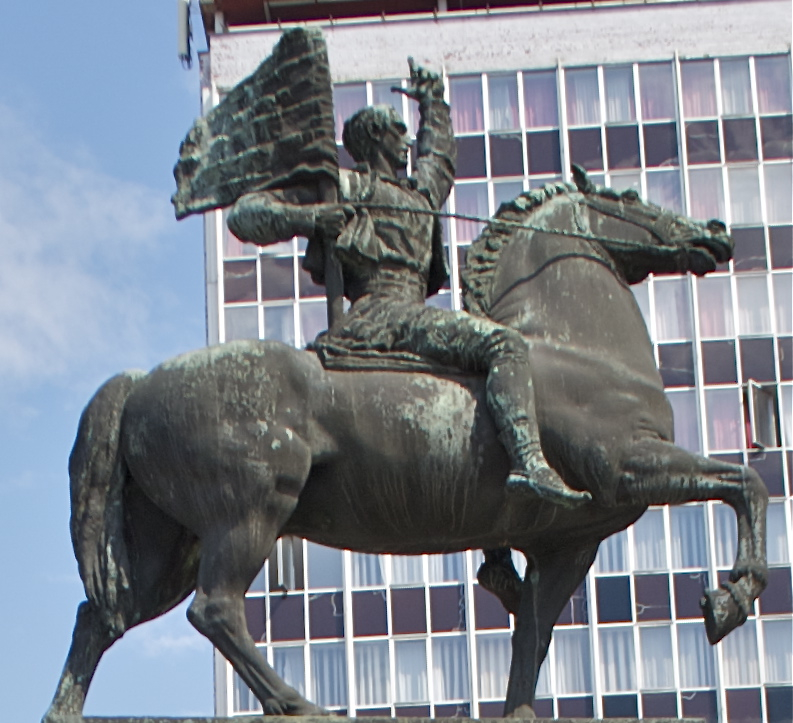
La statue équestre au sommet du monument.

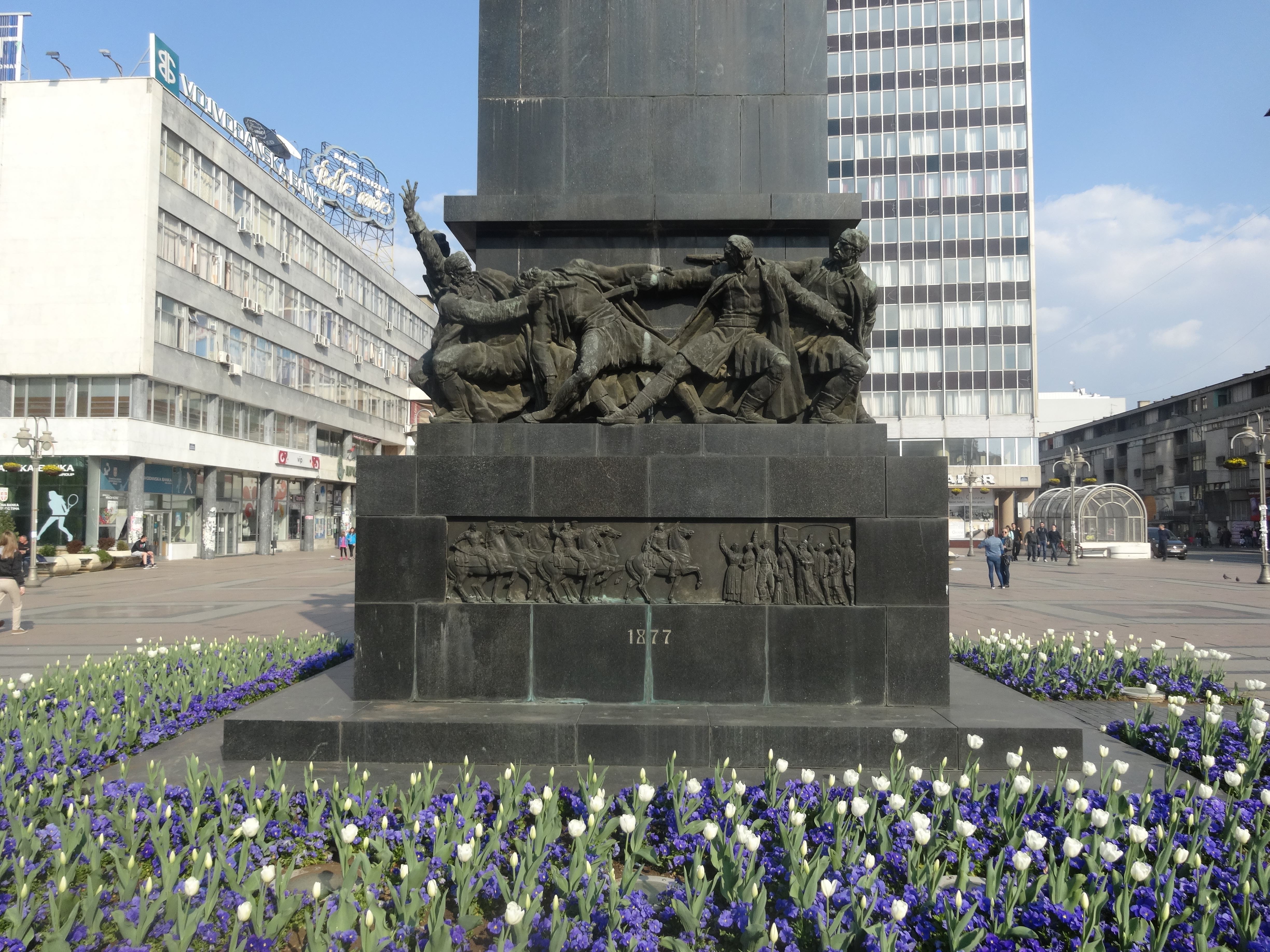
La bataille du mont Čegar en 1809 (partie supérieure) et l'entrée du roi Milan à Niš en 1877 (partie inférieure).

Le monument est situé sur le Trg kralja Milana (la place du roi Milan). Il a été dévoilé le 28 juin 1937, à l'occasion de la célébration du 60e anniversaire de la libération de Niš vis-à-vis des Turcs. C'est une œuvre du sculpteur Antun Augustinčić (1900-1979).
Dans son œuvre, Augustinčić a réalisé l'unité des éléments architecturaux et sculpturaux dans un style à la fois monumental et réaliste. La partie architecturale est en marbre noir de Jablanica et la partie sculpturale est en bronze. La sculpture en bronze, intégrée dans le marbre, se compose de trois parties. La partie supérieure du monument représente le héraut, un Morave sur un cheval avec le drapeau de la liberté portant l'inscription : « Seule l'unité des Serbes sauve ». En dessous se trouve une frise en haut-relief qui, qui du côté sud, représente Stevan Sinđelić dans la bataille du mont Čegar (1809) et, du côté nord, Nikola Rašić avec le pope Petar Ikonomović au moment du soulèvement de Niš en 1874 ; sur les deux autres côtés, à l'est et à l'ouest, sont représentés les événements liés à la libération de la ville de 1809 à 1918. En dessous de la frise se trouvent quatre reliefs représentant : le serment des conspirateurs de 1874, l'entrée du roi Milan avec l'armée à Niš en 1877, le serment du régent Alexandre en 1914 à Niš et l'entrée du roi Pierre et de son fils Alexandre en 1918 dans Niš libérée.

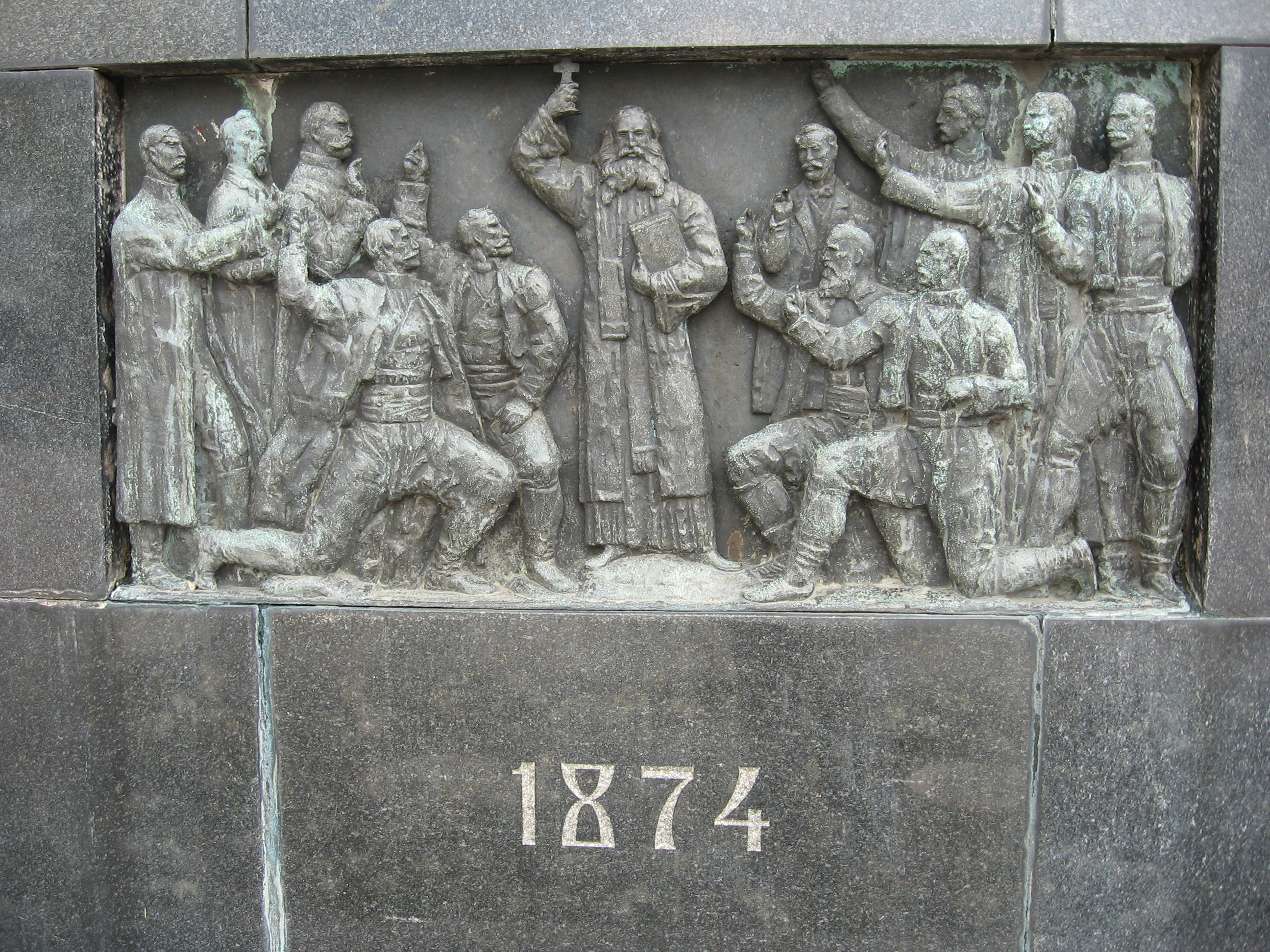
Le serment des conspirateurs du Comité de Niš en 1874.
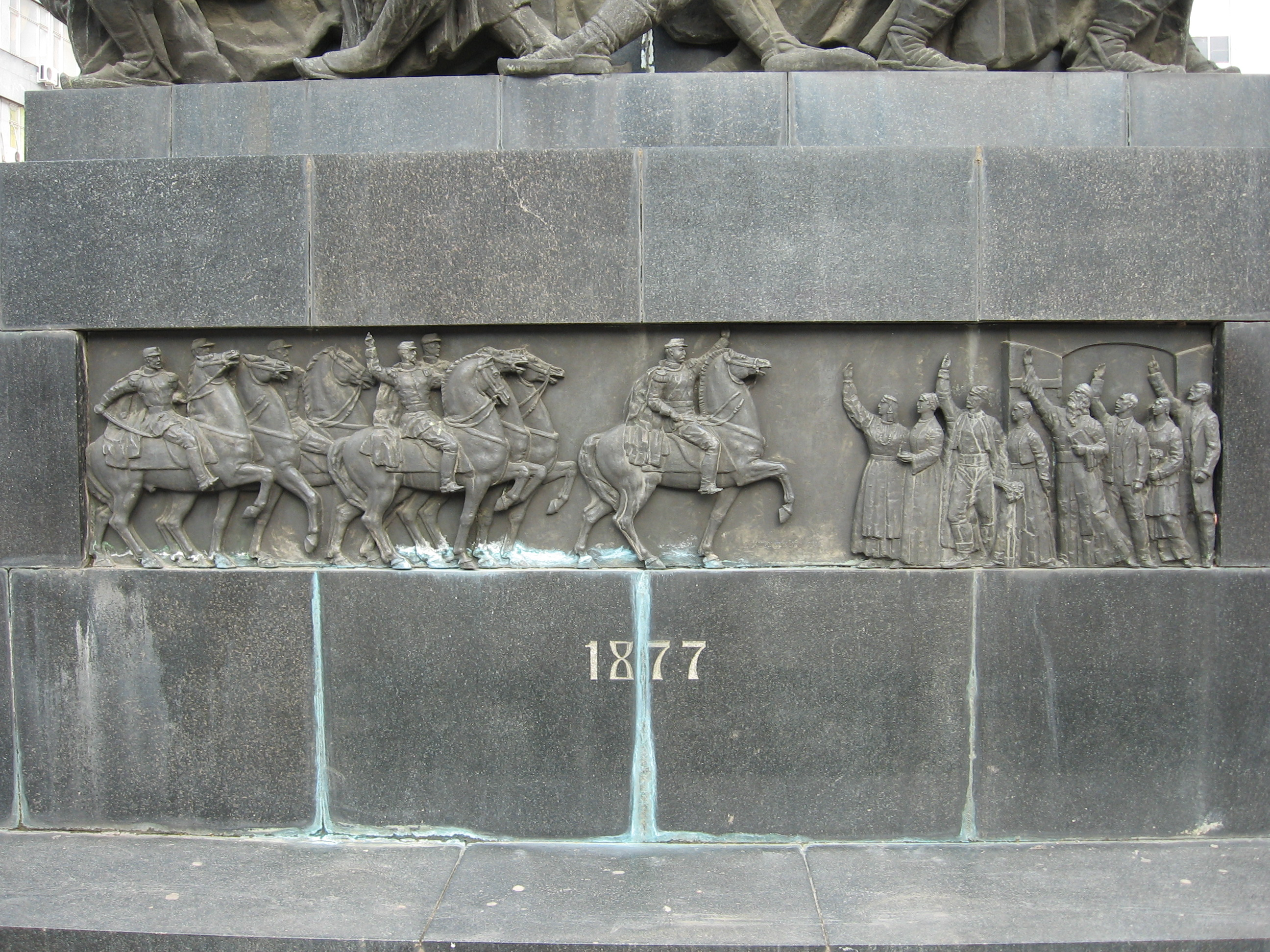
L'entrée du roi Milan à Niš en 1877.
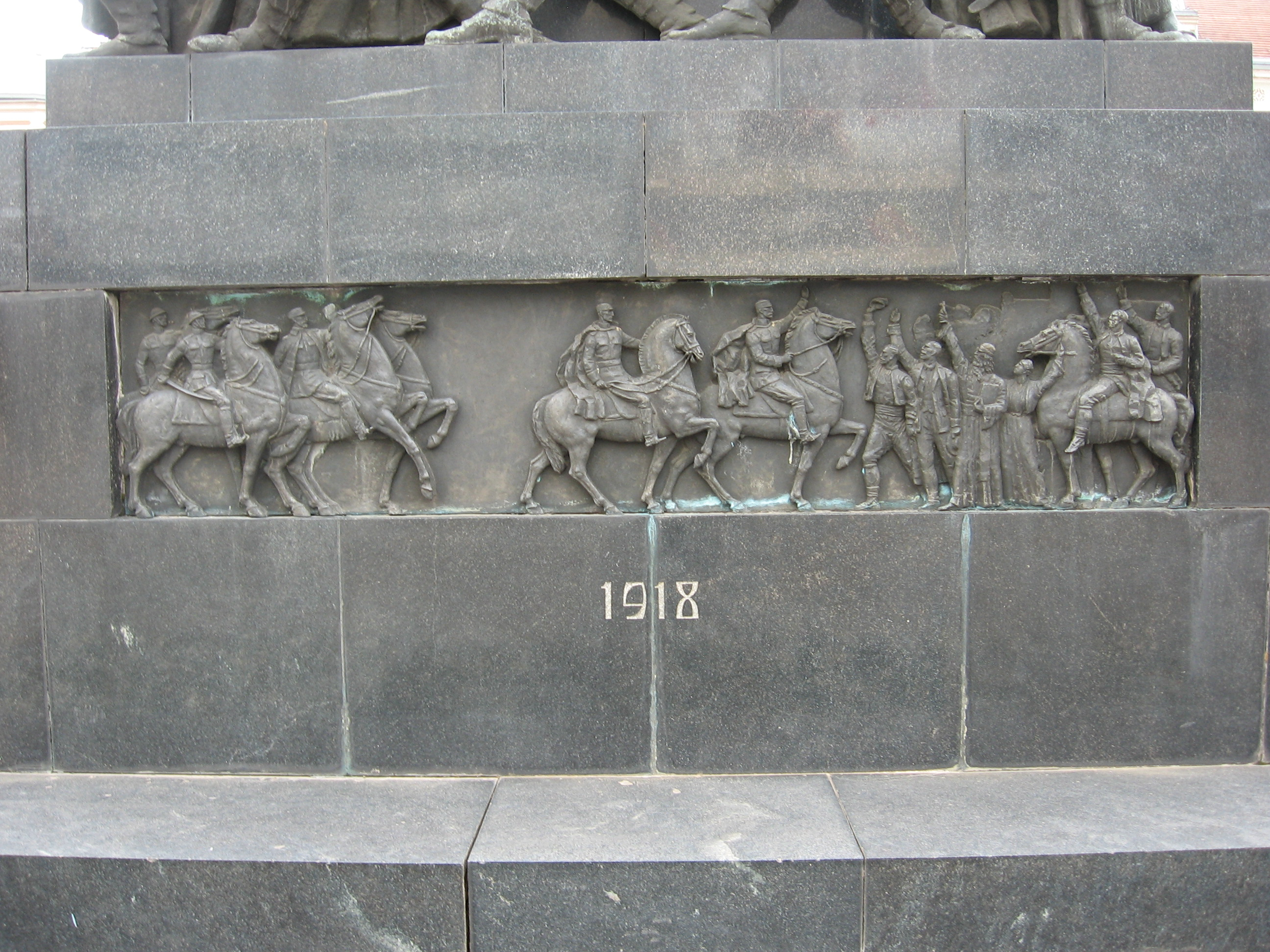
L'entrée du roi Pierre Ier et du prince Alexandre à Niš en 1918.